# Лойд Бриджис
Лойд Бриджис (на английски: Lloyd Bridges) е американски актьор. 

## Биография
Лойд Бриджис е роден на 15 януари 1913 г. в град Сан Леандро, Калифорния. Баща му е Лойд Вернет Бриджис-старши (1887 – 1962), който работи в хотелиерския бизнес в Калифорния и е собственик на киносалон, и съпругата му Хариет Евелин (Браун) Бриджис (1893 – 1950). Родителите му са местни жители на Канзас, от английски произход. Бриджис завършва гимназия Петалума през 1930 г. Следва политология в Калифорнийски университет – Лос Анджелис (UCLA), където е член на братството Сигма Алфа Епсилон (Sigma Alpha Epsilon).

### Кариера
Бриджис започва с малки некредитирани роли във филмите („Freshman Love“, 1936) и („Dancing Feet“, 1936).
Сключва договор с Колумбия Пикчърс, появявайки се във филми като („Sahara“, 1943), („A Walk in the Sun“, 1945), („Little Big Horn“, 1951) и „Точно по пладне“ („High Noon“, 1952). По телевизията той участва в „Sea Hunt“ от 1958 до 1961 г. До края на кариерата си той е изобретателен и демонстрира забавен талант в такива пародийни филми като „Има ли пилот в самолета“ (1980), „Горещи снимки!“ (1991) и „Мафията на Джейн Остин!“ (1998).
През дългата си кариера се изявява като сценичен и телевизионен актьор, който участва в редица телевизионни сериали и участва в повече от 150 игрални филма.
Наред с други отличия, Бриджис е двукратно номиниран за наградата „Еми“.
Той получава звезда на Холивудската алея на славата на 1 февруари 1994 г.

### Личен живот
Лойд Бриджис се запознава със съпругата му Дороти Бриджис (родена Симпсън) в неговото братство; те се женят през 1938 г. в Ню Йорк.  Имат четири деца: актьорите Бо Бриджис (р.1941) и Джеф Бриджис (р.1949); дъщеря Лусинда Луиз Бриджис (р.1953)  и друг син Гарет Майлс Бриджис, починал от синдрома на внезапната детска смърт на 3 август 1948 г. Актьорът Джордан Бриджис е син на Бо и внук на Лойд. Дороти и Лойд отново си размениха обети за 50-годишнината от сватбата.

### Смърт
На 10 март 1998 г. Бриджис умира от естествена смърт на 85-годишна възраст. 

## Избрана филмография
| Година | Филм             | Оригинално заглавие           | Роля                           | Режисьор            |
| ------ | ---------------- | ----------------------------- | ------------------------------ | ------------------- |
| 1952   | Точно по пладне  | High Noon                     | Харви Пел, заместник шериф     | Фред Зинеман        |
| 1988   | Мечтата на Тъкър | Tucker: The Man and His Dream | сенатор Хомър Фергюсън         | Франсис Форд Копола |
| 1991   | Смотаняци        | Hot Shots!                    | Томас Бенсън, адмирал на САЩ   | Джим Ейбрахамс      |
| 1993   | Смотаняци 2      | Hot Shots! Part Deux          | Томас Бенсън, президент на САЩ | Джим Ейбрахамс      |
| 1998   | Мафия!           | Mafia!                        | Винченцо Армани Кортино        | Джим Ейбрахамс      |